# Carlo Antonio Tavella

Jonás y la ballena, Royal Museums, Greenwich

Carlo Antonio Tavella (Milán, 1668–Génova, 2 de diciembre de 1738) fue un pintor italiano. 

## Biografía
Nació en 1668 en Milán, por aquel entonces capital de un ducado independiente. Fue discípulo de Giovanni Grevenbroeck (también conocido como il Solfarolo) y, posteriormente, de Pieter Mulier (il Tempesta o Cavalier Tempesta). Realizó una serie de estancias en Bolonia, Pisa y Livorno, hasta que en 1701 se instaló en Génova, donde se especializó en pintura de paisaje.
Desarrolló un estilo sereno de iluminación transparente y perspectiva escenográfica, cercano al clasicismo romano de Claudio de Lorena o Gaspard Dughet. También denota la influencia de Nicolas Poussin y Salvator Rosa. Sin embargo, su obra trasluce un cierto eclecticismo, al tiempo que tiene una cierta vertiente decorativa y pintoresca. Fue amigo de Alessandro Magnasco, quien en ocasiones pintó los personajes que aparecían en sus paisajes.
Entre sus obras destacan: Paisaje con peregrino (Galería Durazzo Pallavicini, Génova) y Paisajes (Galería del Palazzo Bianco, Génova). La obra de Tavella fue muy apreciada en Lombardía y Piamonte, e incluso en Inglaterra, donde lord Avental le propuso instalarse en Londres.
Tuvo dos hijas pintoras, Angiola y Teresa Tavella.